# Vol National Airlines 27
Le vol National Airlines 27 était un vol passager régulier reliant Miami, en Floride à San Francisco, en Californie, avec des escales intermédiaires à La Nouvelle-Orléans; à Houston; et à Las Vegas.
Le 3 novembre 1973, lors de l'étape entre Houston et Las Vegas, l'appareil assurant le vol, un McDonnell Douglas DC-10-10, immatriculé N60NA, a subi une panne moteur non contenue, causant des dommages importants à l'avion. L'avion a ensuite réussi à effectuer un atterrissage d'urgence en toute sécurité à l'aéroport international d'Albuquerque.

## Incident

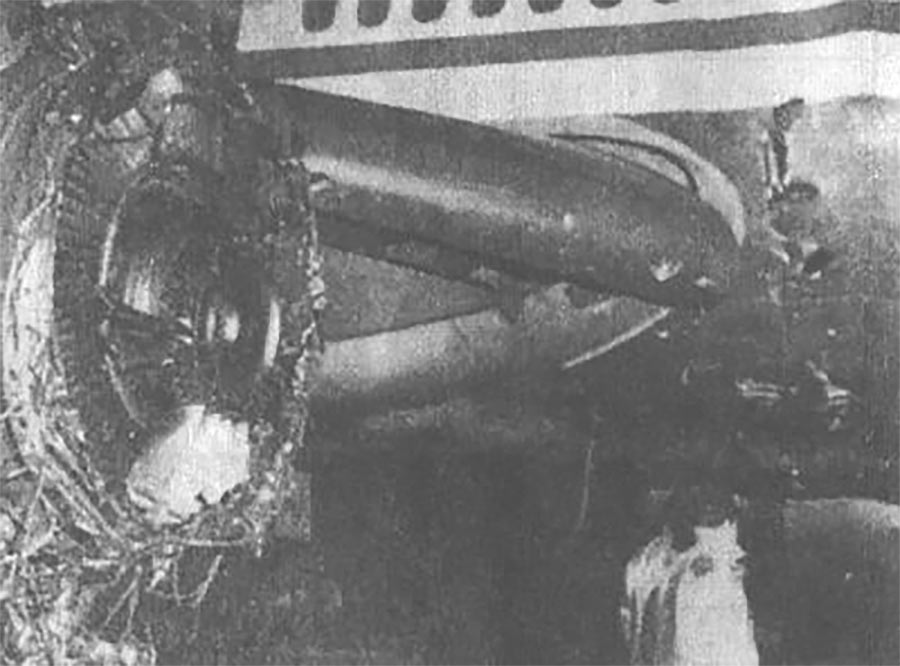
Dommages causés par la panne moteur sur la carlingue du DC-10.

Le vol 27 a quitté Houston pour Las Vegas et est monté à son altitude de croisière, soit 39000 pieds (environ 12000 m), avec une vitesse indiquée d'environ 300 nœuds (soit 560 km/h). 
Vers 16h40, alors que l'avion se trouvait au dessus de la ville de Socorro, à environ 105 km au sud-ouest d'Albuquerque, au Nouveau-Mexique, le compresseur du moteur n°3 (celui sous l'aile droite) s'est désintégré en plein vol. 
Alors que de la fumée commençait à remplir la cabine, des fragments ont pénétré dans le fuselage, les nacelles des moteurs n°1 et n°2 et une partie de l'aile droite, ce qui entraina la perte de plusieurs systèmes électriques et hydrauliques. De plus, la cabine s'est dépressurisée après qu'un des hublots de la cabine, qui a été heurtée par des débris du compresseur, s'est séparé du fuselage. 
Un des passagers, George Gardner, qui était assis à côté du hublot, a été éjecté de l'avion par la dépressurisation qui a résulté de la perte du hublot. 24 autres passagers ont également subis des blessures légères. L'équipage de conduite a entamé une descente d'urgence et l'avion a atterri en toute sécurité à l'aéroport international d'Albuquerque, 19 minutes après la panne du moteur.

## Enquête

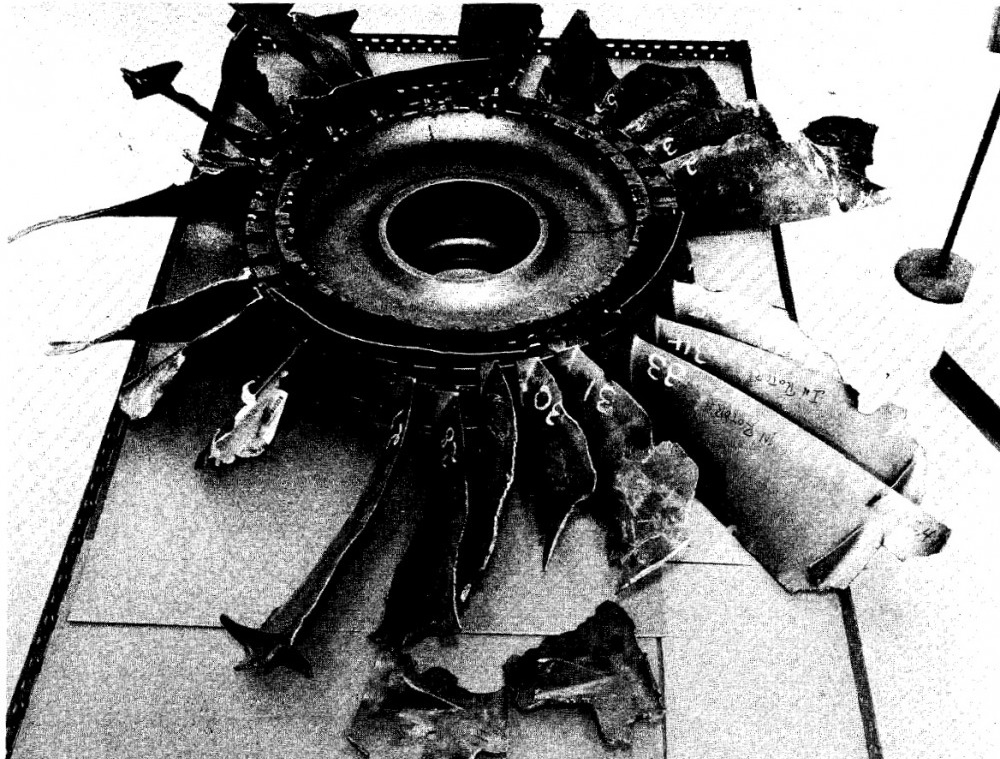
L'ensemble du compresseur reconstitué, qui est à l'origine de la panne du moteur.

Le NTSB a déterminé que la cause probable de cet incident était la désintégration de l'ensemble du compresseur du moteur n°3, à la suite d'un frottement entre les extrémités des pales du compresseur et le carter du compresseur. 
La raison du frottement de l'extrémité des pales a été causée par l'accélération du moteur à une vitesse anormalement élevée, ce qui a initié un phénomène de résonance dans la section du moteur où se trouvait le compresseur. La ou les raisons précises de l'accélération et de l'apparition de la vibration destructrice n'ont pas pu être déterminées de manière concluante.